# 李恩京
李恩京（1997年5月8日—），韩国女子射箭运动员，2014年夏季青年奥运会女子个人反曲弓铜牌得主、2017年夏季世界大运会女子团体反曲弓金牌得主、2018年亚洲运动会女子团体反曲弓金牌得主。